# Breslauer SpVgg Komet 05
Breslauer SpVgg Komet 05 Wrocław – niemiecki klub piłkarski z siedzibą we Wrocławiu, działający w latach 1905–1945.

## Historia
W 1905 został założony klub Breslauer SpVgg 05 Wrocław. W 1922 roku połączył się z klubem Komet Wrocław. Nowo powstały klub przyjął nazwę Breslauer SpVgg Komet 05 Wrocław i kontynuował historię SpVgg 05. W sezonie 1928/29 zdobył 2. miejsce w okręgu Mittelschlesien, co pozwoliło awansować do turnieju finałowego o mistrzostwo regionu. Ale już w rundzie wstępnej został pokonany przez SC Preußen Hindenburg (3:7), który potem zdobył mistrzostwo Südostdeutscher Fussball Verband (Południowo-wschodniego Niemieckiego Związku Piłkarskiego).
W 1945 klub został rozwiązany.

## Sukcesy
- uczestnik turnieju finałowego Südostdeutscher Fussball Verband (Południowo-wschodniego Niemieckiego Związku Piłkarskiego): 1928/29